# کرمینگان
کرمینگان (نام علمی: Copelata) نام یک راسته از شاخه طنابداران است.